# Іван Потрч
Іван Потрч (словен. Ivan Potrč; 1 січня 1913 — 12 червня 1993) — словенський письменник.

## Біографія
Народився 1 січня 1913 року в поселенні Граєна, поблизу міста Птуй, в селянській родині. У гімназії долучився до комуністичної партії; був арештований за революційну пропаганду. Під час 2-ї світової війни 1939—1945 інтернований, в 1943 пішов у партизани. Після війни відстоює позиції реалізму та соціалістичного гуманізму.

## Письменницька творчість
Увійшов до літератури на початку 30-х рр. Рання проза пройнята протестом проти власництва (повість «Син», 1937). Боротьбі за соціалістичні перетворення в селі присвячена драматична трилогія «Крефлове господарство» (1947), «Лацко і Крефло» (1949) і «Крефло» (1953). Автор роману «На хуторі» (1954), повісті «Зустріч» (1963) і драми «В чорний день ти завжди один» (1964), в яких даний аналіз післявоєнної дійсності. Написав збірки розповідей «По той бік зорі» (1965) і «Безжалісне життя» (1966), які побудовані на враженнях дитинства і партизанських років.